# St. Antonius (Tönnishäuschen)

St. Antonius

St. Antonius ist eine Kapelle in Tönnishäuschen, einer Siedlung im Ahlener Ortsteil Vorhelm im westfälischen Kreis Warendorf. Das barocke Baudenkmal gehört zum Schloss Haus Vorhelm und wird als Sakralbau von der katholischen Pfarrgemeinde der Vorhelmer St.-Pankratius-Kirche genutzt.

## Lage und Geschichte
Die Antonius-Kapelle liegt am Ortsrand von Tönnishäuschen, in der Nähe einer früheren Wegkreuzung zweier Landstraßen – Vorhelm-Sendenhorst und Ahlen-Warendorf –; die dialektale Bezeichnung für die Kapelle, Tönnishäuschen, wurde für die gesamte Ansiedlung namengebend (ursprünglicher Name der Bauerschaft war Isendorf).
Die ältesten Belege für die Existenz einer Kapelle an diesem Ort sind vom Ende des 15. Jahrhunderts überliefert. 1752 wurde die Kapelle im Auftrag der damaligen Schlossbesitzer, der Grafen Droste zu Vischering neu gebaut.

## Baubeschreibung und Ausstattung

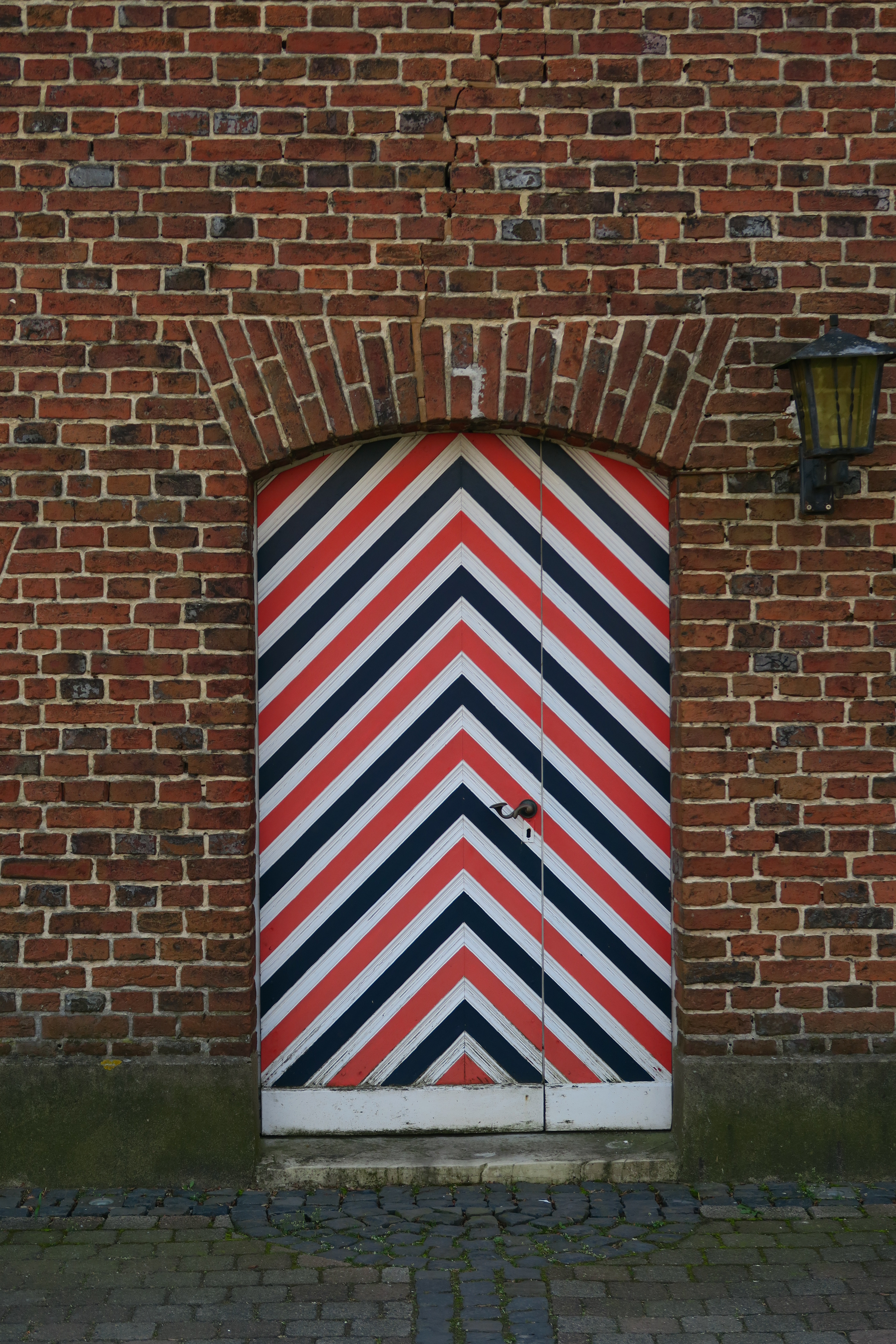
Eingang

Die Kapelle ist ein einschiffiger Backsteinbau mit Satteldach, die einzelne Glocke ist in einem Dachreiter durch einen kupfernen Helm geschützt. Teile der barocken Inneneinrichtung sind noch aus der Bauzeit erhalten, beispielsweise Teile des Altars und die Kniebänke. Die Bänke sind seit 1902 in der Kapelle und stammen aus Schlesien. Bis in die 1950er Jahre wurde der kleine Kirchbau mit einem Kachelofen beheizt.
Der Altar wurde 1720 in Darfeld gebaut und 1874 in der Kapelle eingerichtet. Oberhalb der Abbildung der Verkündigung Marias befindet sich im Kopfstück des Altars eine Darstellung des heiligen Antonius von Padua (1195–1231); eigentlicher Namensgeber der Kapelle war als Schutzpatron aber der heilige Antonius der Einsiedler (251–356), der auf einem Ölbild über dem Eingang der Sakristei dargestellt ist.